# Dębówiec (powiat koniński)
Dębówiec – wieś w Polsce, położona w województwie wielkopolskim, w powiecie konińskim, w gminie Wilczyn.
| SIMC    | Nazwa                | Rodzaj    |
| ------- | -------------------- | --------- |
| 0300015 | Dębówiec-Towarzystwo | część wsi |
| 0300021 | Nowy Świat           | część wsi |
| 0300038 | Wacławowo            | część wsi |

W latach 1975–1998 wieś administracyjnie należała do województwa konińskiego.
We wsi funkcjonuje Szkoła Podstawowa im. Tony Halika w Kaliskach z siedzibą w Dębówcu. 